# Abigor (groupe)
Pour les articles homonymes, voir Abigor (homonymie).
Abigor est un groupe autrichien de black metal, originaire de Vienne. Formé en 1993 par Peter Kubik et Thomas Tannenberger, Abigor est considéré comme le « groupe phare du black metal. »

## Histoire
Le groupe est formé en 1993 par Peter Kubik et Thomas Tannenberger. Après la sortie de plusieurs démos, le chanteur Tharen quitte le groupe et est remplacé par Silenius (Summoning), qui enregistre la partie chant jusqu'à l'enregistrement de Channeling the Quintessence of Satan durant lequel il quitte le groupe. Thurisaz, qui était dans un groupe de thrash metal nommé Lost Victim avec Tannenberger dans les années 1980, rejoint le groupe, prend la place vacante et finit d'enregistrer Channeling the Quintessence of Satan. Fin 1999, Tannenberger quitte le groupe à son tour. Après son départ, Abigor sort deux nouveaux albums — l'EP In Memory et l'album Satanized (A Journey Through Cosmic Infinity) — avant sa séparation en 2003. 
En avril 2006, Kubik et Tannenberger décident de réenregistrer ensemble et de reformer le groupe. En 2014, ils publient un nouvel album intitulé Leytmotif Luzifer.

## Style musical
Sur son premier album, le groupe jouait du « black metal féroce et froid », comparable à la musique des groupes scandinaves, mais plus mélodique et rapide. Turov du magazine musical Vönger voit dans le style musical « à peu près tous les éléments stylistiques du black metal qui sont déjà apparus avant la mort d'Euronymous. Il s'agit de la brutalité des anciens morceaux de Mayhem [...], de l'émotion des sorties de Burzum [...] et de l'habileté technique d'Emperor [...] ». Sur l'EP Orkblut - The Retaliation et le deuxième album Nachthymnen (From the Twilight Kingdom), on constate une évolution du son brut des débuts vers un style plus rapide et plus mélodique, avec un jeu de guitare généralement rapide, composé d'une guitare lead accordée très haut et d'une guitare rythmique accordée un peu plus bas. Frank Stöver de Voices from the Darkside qualifie le deuxième album de presque comparable à In the Nightside Eclipse d'Emperor en raison de ses passages bombastiques, presque orchestraux. La bonne production correspond à la musique et montre que le black metal n'a pas nécessairement besoin d'un son de garage pour transmettre l'atmosphère adéquate
Malgré une évolution à chaque sortie, le groupe conserve un style propre reconnaissable, décrit par Sascha Falquet dans Voices from the Darkside comme un « black metal furieux, assez technique, avec des parties de synthétiseur majestueuses » ; en conséquence, « les riffs et la direction de l'ambiance » sont restés similaires. « Du matraquage extrême (Apocalypse) au black metal parfois plus expérimental avec des claviers (Supreme Immortal Art), « tout était représenté dans les sorties ». Le groupe évolue ainsi dans une « zone grise entre le purisme et l'innovation dans le black metal ». Alors que « pas mal de fans [...] ont trouvé les 'changements de style' permanents déroutants », « les auditeurs plus ouverts d'esprit voient comme un défi [...] le fait de devoir sans cesse se replonger dans Abigor ». Tannenberger « tient à souligner que nous n'essayons pas d'assimiler des influences ou de fusionner des styles » et souligne que des albums tels que De Mysteriis Dom Sathanas de Mayhem, Det som engang var de Burzum et A Blaze in the Northern Sky de Darkthrone « étaient bien des albums innovants et extrêmes » et que « copier les mêmes [...] n'est PAS dans l'esprit de ceux-ci ». 

## Heidenreich
Heidenreich est le projet parallèle de Thurisaz (chant) et Peter Kubic (guitare, basse, batterie, etc.), actif pendant six ans, entre 1997 et 2003. Il compte deux albums — A Death Gate Cycle (1997) et Trance of an Unholy Union (1999) — explorant les sonorités les plus avant-gardistes du black metal. Lucia M. Faroutan est recrutée pour apporter des claviers et des voix supplémentaires sur ce dernier album, mais Heidenreich est ensuite mis de côté tandis que les membres se recentre sur les albums de black metal plus directs d'Abigor. Depuis la séparation de ce groupe en 2003, il y a eu des rumeurs occasionnelles de réunion d'Heidenreich. 

## Membres

### Membres actuels
- Arthur « AR » Rosar - chant
- Peter Kubik (P.K. / Virus 666) - guitare, guitare basse (†)
- Thomas Tannenberger (T.T.) - batterie, guitare

### Anciens membres
- Tharen - chant (1993-1994), clavier (1993-1998)
- Silenius - chant
- Thurisaz - chant, basse
- Stefan Fiori - chant (2001-2003)
- A. Sethnacht - chant
- Lucia-M. Fàroutan-Kubik - synthétiseur

## Discographie

### Albums studio
- 1994 : Verwüstung - Invoke The Dark Age
- 1995 : Nachthymnen (From the Twilight Kingdom)
- 1996 : Opus IV
- 1998 : Supreme Immortal Art
- 1999 : Channeling the Quintessence of Satan
- 2001 : Satanized
- 2007 : Fractal Possession
- 2010 : Time Is the Sulphur In the Veins of the Saint
- 2014 : Leytmotif Luzifer
- 2018 : Höllenzwang (Chronicles of Perdition)
- 2020 : Totschläger - A Saintslayer's Songbook
- 2024 : Taphonomia Aeternitatis

### EP
- 1995 : Orkblut - The Retaliation (réédition 2006)
- 1997 : Apokalypse
- 1998 : Structures of Immortality (vinyle 7")
- 2000 : In Memory
- 2004 : Shockwave 666 (Dark Horizon Records)

### Démos
- 1993 : Ash Nazg...
- 1993 : Lux Devicta Est
- 1994 : In Hate and Sin
- 1994 : Promo Tape II/94
- 1994 : Moonrise